# Sampaio
Sampaio este un oraș în Tocantins (TO), Brazilia.